# Dois Irmãos das Missões
Dois Irmãos das Missões este un oraș în Rio Grande do Sul (RS), Brazilia.